# Schisandra arisanensis
Schisandra arisanensis là một loài thực vật có hoa trong họ Schisandraceae. Loài này được Hayata miêu tả khoa học đầu tiên năm 1915.